# Sweetia fruticosa
Sweetia fruticosa är en ärtväxtart som beskrevs av Spreng.. Sweetia fruticosa ingår i släktet Sweetia och familjen ärtväxter.

## Underarter
Arten delas in i följande underarter:
- S. f. fruticosa
- S. f. hassleri
- S. f. paraguariensis